# Detlof Ahlbäck
Karl Detlof Ahlbäck, född 17 januari 1900 i Smedjebacken, död 18 juli 1966, var en svensk konstnär, skulptör och grafiker. 
Hans far var valsverksarbetaren Johan Ahlbäck och hans mor Anna Grandell, han var bror till konstnären Johan Ahlbäck. Han har deltagit i ett flertal av Dalarnas konstförenings utställningar främst med grafiska blad föreställande djurmotiv och arbetsbilder.